# Sabrina, l'apprentie sorcière (série télévisée)
Pour les articles homonymes, voir L'Apprentie sorcière (homonymie).
Sabrina, l'apprentie sorcière (Sabrina, the Teenage Witch) est une sitcom américaine en 163 épisodes de 22 minutes, créée par Nell Scovell et diffusée du 27 septembre 1996 au 5 mai 2000 sur ABC puis du 22 septembre 2000 au 24 avril 2003 sur The WB.
La série est une adaptation de la série de comics du même titre de l'éditeur Archie Comics. C'est la quatrième adaptation télévisée des aventures de Sabrina et la seconde en prise de vue réelle après un téléfilm en 1996.
En France, la série a été diffusée à partir du 13 septembre 1997 sur France 2 dans les émissions La Planète de Donkey Kong et KD2A puis rediffusée sur Canal J, Filles TV, Nickelodeon Teen, Gulli et dès le 14 janvier 2019 sur Elle Girl, au Québec à partir du 3 janvier 2001 sur VRAK, et en Belgique sur Club RTL.

## Synopsis
Les mésaventures de Sabrina Spellman qui apprend, le jour de ses seize ans, qu'elle est une sorcière. Son père est sorcier et sa mère mortelle, et elle est élevée par ses deux tantes célibataires et complètement loufoques : Hilda (l'artiste) et Zelda (la scientifique). Leur foyer compte aussi un chat noir doué de parole, Salem (en) : il est en fait un sorcier puni condamné à vivre un siècle dans le corps d'un chat parce qu'il a essayé de conquérir le monde. Il est un ami, quoique souvent sarcastique, de Sabrina.

## Fiche technique
- Titre original : Sabrina, the Teenage Witch
- Titre français : Sabrina, l'apprentie sorcière
- Création : Nell Scovell
- Scénario : Dan DeCarlo, George Gladir
- Musique : Gary Stockdale, Danny Lux
- Production : Archie Comics
- Sociétés de production : Hartbreak Films, Finishing the Hat Productions, Viacom Productions
- Sociétés de distribution : CBS Television Distribution
- Pays d'origine :  États-Unis
- Langue d'origine : anglais
- Chaîne d'origine : ABC puis The WB
- Nombre d'épisodes : 163 + 3 téléfilms (7 saisons)
- Durée : 22 minutes
- Genre : Fantastique
- Dates de première diffusion :
  - États-Unis : 27 septembre 1996 sur ABC
  - France : 13 septembre 1997 sur France 2
- Public : Tout public

## Distribution
| Acteurs           | Rôle                  | Apparitions | Apparitions | Apparitions | Apparitions | Apparitions | Apparitions | Apparitions |
| Acteurs           | Rôle                  | Saison 1    | Saison 2    | Saison 3    | Saison 4    | Saison 5    | Saison 6    | Saison 7    |
| ----------------- | --------------------- | ----------- | ----------- | ----------- | ----------- | ----------- | ----------- | ----------- |
| Melissa Joan Hart | Sabrina Spellman      | Principale  | Principale  | Principale  | Principale  | Principale  | Principale  | Principale  |
| Nick Bakay        | Salem Saberhagen      | Principal   | Principal   | Principal   | Principal   | Principal   | Principal   | Principal   |
| Caroline Rhea     | Hilda Spellman        | Principale  | Principale  | Principale  | Principale  | Principale  | Principale  | Invitée     |
| Beth Broderick    | Zelda Spellman        | Principale  | Principale  | Principale  | Principale  | Principale  | Principale  |             |
| Nate Richert      | Harvey Kinkle         | Principal   | Principal   | Principal   | Principal   | Récurrent   | Principal   | Principal   |
| Jenna Leigh Green | Libby Chessler        | Principale  | Principale  | Principale  |             |             |             |             |
| Michelle Beaudoin | Jenny Kelley          | Principale  |             |             |             |             |             |             |
| Paul Feig         | M. Theodore Pool      | Principal   |             |             |             |             |             |             |
| Martin Mull       | Willard Kraft         |             | Principal   | Principal   | Principal   |             |             |             |
| Lindsay Sloane    | Valerie Birkhead      |             | Principale  | Principale  |             |             |             |             |
| Alimi Ballard     | Albert, l'examinateur |             | Principal   |             |             |             |             |             |
| David Lascher     | Josh Blackhart        |             |             |             | Principal   | Principal   | Principal   |             |
| Jon Huertas       | Brad Alcerro          |             |             |             | Principal   |             |             |             |
| China Shavers     | Dreama                |             |             |             | Principale  |             |             |             |
| Soleil Moon Frye  | Roxie King            |             |             |             |             | Principale  | Principale  | Principale  |
| Elisa Donovan     | Morgan Cavanaugh      |             |             |             |             | Principale  | Principale  | Principale  |
| Trevor Lissauer   | Miles Goodman         |             |             |             |             | Principal   | Principal   |             |
| Diana Maria Riva  | Annie Martos          |             |             |             |             |             |             | Principale  |
| Andrew Walker     | Cole Harper           |             |             |             |             |             |             | Principal   |
| John Ducey        | Leonard               |             |             |             |             |             |             | Principal   |
| Bumper Robinson   | James                 |             |             |             |             |             |             | Principal   |
| Penn Jillette     | Drell                 | Récurrent   |             |             |             |             |             |             |
| Phil Fondacaro    | Roland                | Récurrent   | Récurrent   | Récurrent   | Récurrent   |             |             |             |
| Mary Gross        | Mme Jasmine Quick     |             | Récurrente  | Récurrente  | Récurrente  |             |             |             |
| Dylan Neal        | Aaron Jacobs          |             |             |             |             |             |             | Principal   |

### Acteurs principaux
- Melissa Joan Hart (VF : Sarah Marot) : Sabrina Spellman (saisons 1 à 7)
- Nick Bakay (VF : Patrick Préjean) : la voix du chat Salem Saberhagen (saisons 1 à 7)
- Caroline Rhea (VF : Maïk Darah) : Hilda Spellman (saisons 1 à 6 - apparition saison 7)
- Beth Broderick (VF : Blanche Ravalec) : Zelda Spellman (saisons 1 à 6)
- Nate Richert (VF : Vincent Barazzoni) : Harvey Kinkle (saisons 1 à 4, 6 et 7 - récurrent saison 5)
- Jenna Leigh Green (VF : Julie Turin) : Libby Chessler (saisons 1 à 3)
- Michelle Beaudoin (VF : Annabelle Roux) : Jenny Kelley (saison 1)
- Paul Feig : M. Pool (saison 1)
- Martin Mull (VF : Michel Prud'homme) : Willard Kraft (saisons 2 à 4)
- Lindsay Sloane (VF : Magali Barney) : Valérie Birkhead (saisons 2 et 3)
- Alimi Ballard (VF : Jérôme Rebbot) : Albert, l'examinateur (saison 2)
- David Lascher (VF : Guillaume Lebon) : Josh (saisons 4 à 6)
- Jon Huertas (VF : Philippe Valmont) : Brad (saison 4)
- China Shavers (en) (VF : Fily Keita) : Dreama (saison 4)
- Soleil Moon Frye (VF : Edwige Lemoine) : Roxie King (saisons 5 à 7)
- Elisa Donovan (VF : Marianne Leroux) : Morgan Cavanaugh (saisons 5 à 7)
- Trevor Lissauer (en) (VF : Pascal Grull) : Miles Goodman (saisons 5 et 6)
- Diana Maria Riva (VF : Hélène Vanura) : Annie (saison 7)
- Andrew W. Walker (VF : Lionel Melet) : Cole (saison 7)
- John Ducey (VF : Yann Peira) : Leonard (saison 7) / Dwayne Kraft (saison 2, épisode 18)
- Bumper Robinson (en) (VF : Antoine Tomé) : James (saison 7)
- Dylan Neal (VF : Antoine Nouel) : Aaron (saison 7)

### Récurrents
- Mary Gross (VF : Marie-Martine) : Mme Jasmine Quick (saisons 2 à 4)
- Emily Hart (VF : Kelly Marot) : Amanda Wiccan (apparitions saisons 1 à 7)
- Barbara Eden (VF : Pascale Vital) : Tante Irma Spellman (saison 6 et 7)
- Phil Fondacaro (VF : Gérard Surugue) : Roland, le nain (apparitions saisons 1 à 5)
- Melissa Joan Hart (VF : Sarah Marot) : Katrina - Jumelle maléfique de Sabrina (apparitions saisons 3, 5 et 6)
- Beth Broderick (VF : Blanche Ravalec) : Jezabelda - Jumelle maléfique de Zelda (apparitions saisons 5 et 6)
- Henry Gibson (VF : Henri Labussière) : le juge Samuels (saison 1)
- Donald Faison (VF : Olivier Jankovic) : Justin (saison 1) , Dashell (saison 2)
- Michael Trucco (VF : Emmanuel Curtil) : Kevin (saison 5)
- George Wendt (VF : Alain Flick) : Mike Shelby (saison 6)
- Penn Jillette : Drell (saison 1)
- Raquel Welch : Tante Vesta (saison 1, épisode 7)
- Tom McGowen : Principal Larue (saison 1)

### Invités
- Randy Travis : Saison 1
- Eddie Cibrian : Saison 1
- Sally Jessy Raphael : Saison 1
- Thomas F. Wilson : Saison 1
- Brian Austin Green : Saison 1 - L'Homme idéal
- Coolio : Saison 1 - La Fugue de Salem
- Kenan Thompson : Saison 2 - Le Choix de Sabrina
- Kel Mitchell : Saison 2 - Le Choix de Sabrina
- Jack Wagner (VF : Bernard Lanneau) : Saison 1
- Violent Femmes : Saison 1
- Donna D'Errico : Nancy, saison 1, Carol, saison 2
- Backstreet Boys : Saison 2 - Fausses Notes
- Jason James Richter : Saison 2 - Quel enfer ce Dante
- Mario : Saison 2
- Cristine Rose : Madame Chessler, Saison 2
- NSYNC : Saison 3 - Sabrina et les Pirates
- Britney Spears : Saison 4 - Aller-retour
- Tara Lipinski : Saison 4 - Jalousie
- Dick Van Dyke : saison 4 épisode 17 - Duke
- Paula Abdul : Saison 4
- Patricia Belcher : Saison 5 - Comptable de ce qu'on voit
- Howie D. : Saison 6
- Andy Roddick (champion de tennis, ancien numéro 1 mondial) : Saison 6
- Les frères Hanson : Saison 6 - La tante Irma n'était pas douce
- Aaron Carter : Saison 7
- Ashanti : Saison 7 - Pas si folle
- Avril Lavigne : saison 7 - Mortel Article
- Kate Jackson : Saison 7 - La Mère Noël
- Usher : Doctor Love
- Sophia Bush : Saison 7 - Le Fil du destin
- Christina Vidal : Saison 7 - Le Fil du destin
- Ryan Reynolds (VF : Adrien Antoine) : Seth (téléfilm)
- Alley Mills : La mère de Sabrina, Diana Spellman
- Leslie Olivan : Hallie Tosis
- Emile Hirsch (VF : Marie-Martine) : Darryl
- Conchata Ferrell : Saison 6 - Chauffeur de bus

 Source et légende : version française (VF) sur RS Doublage

## Épisodes
| Saisons | Saisons   | Chaînes        | Épisodes | Diffusion originale | Diffusion originale |
| Saisons | Saisons   | Chaînes        | Épisodes | Début de la saison  | Fin de saison       |
| ------- | --------- | -------------- | -------- | ------------------- | ------------------- |
|         | 1         | ABC            | 24       | 27 septembre 1996   | 17 mai 1997         |
|         | 2         | ABC            | 26       | 26 septembre 1997   | 15 mai 1998         |
|         | 3         | ABC            | 25       | 25 septembre 1998   | 21 mai 1999         |
|         | 4         | ABC            | 22       | 24 septembre 1999   | 5 mai 2000          |
|         | 5         | The WB         | 22       | 22 septembre 2000   | 18 mai 2001         |
|         | 6         | The WB         | 22       | 5 octobre 2001      | 10 mai 2002         |
|         | 7         | The WB         | 22       | 20 septembre 2002   | 24 avril 2003       |
|         | Téléfilms | Showtime / ABC | 3        | 7 avril 1996        | 26 septembre 1999   |

## Commentaires
- Dans les années 1980, Melissa Joan Hart avait auditionné pour le rôle de Punky Brewster dans la série du même nom. En 2000, Soleil Moon Frye, qui a tenu ce rôle, a rejoint le casting de Sabrina, l’apprentie sorcière dans les habits de Roxie King, l’une de ses colocataires[4].
- L'acteur Nick Bakay (qui fait la voix de Salem) fait une brève apparition dans l'épisode 11 de la saison 1 lors de la scène des portes à portes.
- À la fin de la première saison de Sabrina, l'apprentie sorcière, le personnage de Jenny Kelley, meilleure amie de Sabrina, jouée par Michelle Beaudoin, disparaît de la série sans aucune explication.
- Le personnage de Libby Chessler, cheffe des majorettes du lycée, jouée par Jenna Leigh Green, disparaît à la fin de la troisième saison de la série. Il est précisé au début de la saison suivante qu'elle a été envoyée dans un pensionnat.
- Le personnage joué par Lindsay Sloane, Valérie Birkhead, meilleure amie de Sabrina à partir de la deuxième saison, disparaît également à la fin de la troisième saison. Elle part vivre en Alaska avec sa famille.
- M. Pool, le professeur de biologie de Sabrina lors de la première saison, interprété par Paul Feig, n'apparaît plus à partir de la deuxième saison sans aucune explication.
- À partir de la seconde saison, Willard Kraft, interprété par Martin Mull, est le proviseur adjoint puis le proviseur du lycée de Sabrina. Il disparaît à la fin de la saison 4 lorsque Sabrina quitte le lycée et rentre à l'université.
- Les personnages de Dreama (China Shavers), jeune sorcière dont Sabrina est l'examinatrice, et de Brad (Jon Huertas), meilleur ami de Harvey et « chasseur de sorcières », n'apparaissent que dans la quatrième saison.
- À la fin de la quatrième saison, les scénaristes de la série ont eu la volonté de retirer le personnage de Harvey Kinkle (Nate Richert), petit ami de Sabrina, concomitant avec l'entrée de cette dernière à l'université à partir de la saison suivante. Néanmoins, cette décision fut annulée et le personnage est réapparu dans trois épisodes de la saison 5 et de nouveau plus régulièrement dans les deux dernières saisons.
- À la fin de la sixième saison de la série au printemps 2002, les actrices Caroline Rhea et Beth Broderick, qui interprètent respectivement Hilda et Zelda, les tantes de Sabrina, ont décidé de quitter la série, alors qu'avec l'entrée de Sabrina à l'université leur rôle était devenu moins important. Beth Broderick a estimé que le rôle de Zelda n'avait plus rien à offrir dans la série et Caroline Rhea a décroché son propre talk-show télévisé. Cette dernière fera néanmoins une apparition en tant qu'invitée lors de la dernière saison.
- Le personnage de Miles Goodman, joué par Trevor Lissauer, est présent dans les saisons 5 & 6 mais disparaît lors de la saison 7. Les producteurs ont estimé que son personnage n'était pas bien accueilli par les fans et qu'il fallait aussi faire des réductions budgétaires pour la septième et ultime saison.
- Le personnage de Josh Blackhart, joué par David Lascher, est présent dans les saisons quatre à six mais n'apparaît plus dans la dernière saison. Il est annoncé qu'il part pour Prague. L'acteur David Lascher avait voulu poursuivre d'autres projets. Afin de combler le vide, les producteurs ont créé le personnage d'Aaron, joué par Dylan Neal, pour l'ultime saison.

## Produits dérivés

### Téléfilms
- 1996 : Sabrina, l'apprentie sorcière (Sabrina, the Teenage Witch). Il s'agit du pilote non officiel diffusé en avril 1996, qui a donné ensuite naissance à la série télévisée dès le mois de septembre de la même année.
- 1998 : Sabrina, l'apprentie sorcière : Les Fantômes du passé alias Sabrina et le Médaillon magique (Sabrina Goes to Rome)
- 1999 : Sabrina, l'apprentie sorcière : Sens dessus dessous alias Sabrina et le Secret de l'Atlantide (Sabrina, Down Under)

### Dessins animés
Trois séries télévisées d'animation ont été adaptées.
- 1999-2000 : Sabrina, l'apprentie sorcière (Sabrina: The Animated Series)
- 2003-2004 : Le Secret de Sabrina (Sabrina's Secret Life)
- 2013-2014 : Sabrina, l'apprentie sorcière (Sabrina: Secrets of a Teenage Witch)

### Romans
Une série de romans a été publiée aux éditions Pocket Junior, ainsi que Salem, le chat de Sabrina.
Voici les titres actuellement parus :
- Une rentrée pas ordinaire
- Une rivale inattendue
- Un Noël presque parfait
- Un invité surprise
- Un amour de sorcière
- Un week-end très mouvementé
- Une journée d'enfer
- Un lundi hallucinant
- Sabrina fait des mystères
- Détective de choc !
- La Fête des sorcières
- Le Bal de la Pleine Lune
- La Double Vie de Sabrina
- Un défi pour Sabrina
- Des lutins bien malins
- Drôle de sirène
- Une soirée de rêve
- Magicopoly
- Un sortilège de trop
- Gare à la peste
- Maudite Momie
- Touche du bois
- Quelle vie !
- À l'abordage
- Le Portable ensorcelé
- Piège au choix
- Voyage au Moyen Âge
- Une croisière de rêve
- Sabrina fait son cirque
- Mademoiselle Je-sais-tout !
- Le Monde à l'envers
- Élémentaire mon cher Salem
- Le Tour du monde en un jour
- Le Magicien de Menlo Park
- Le Sosie maléfique
- Il n'y a que la vérité qui fâche
- Un jeu d'enfant !

### DVD
Les sept saisons de la série sont sorties en DVD en zone 1 aux États-Unis et au Canada et en zone 2 aux Pays-Bas, Royaume-Uni, Danemark et en Suède, mais toujours inédit en France.
Les langues disponibles sont :
- Zone 1 :
  - Anglais
- Zone 2 :
  - Anglais
  - Sous-titres en français, anglais, néerlandais, danois, norvégien, finnois et suédois sur les six premières saisons (sous-titres uniquement en anglais sur la septième saison)